# 小崎愛美理
小崎 愛美理（こさき えみり、8月10日 - ）は、日本の俳優、演出家、脚本家である。フロアトポロジー主宰。フォセット・コンシェルジュ所属。以前は浅井企画、に所属していた。

## 略歴
鹿児島県出身。2000年にイマジンミュージカル「アルプスの少女ハイジ」でデビュー。
2008年2月から2009年7月まで畠山智妃と、2009年10月から2010年4月までAiveとTOYS CARNIVALというユニットで音楽活動を行っていた。しかしこのアイドル活動で体を壊し事務所を離れる。
観客の息遣いなどがより肌感覚で伝わる小演劇に感動し、2013年、角畑良幸、鈴木はるかとFlooR〜フロアトポロジー〜を結成、後に駄場詩織、須田マドカが加入。
2018年12月12日よりフォセット・コンシェルジュに所属。

## 作品

### 映画
- Sonic Road Movie YOKOHAMA!（2013年2月、加藤直輝監督）婦長/マンドラゴラ♀ 役
- 嘘（2013年2月、本田隆一監督）
- キエル（2013年2月、内田信輝監督）
- ku_on（2013年10月、畑村貴之監督）
- うるう年の少女（2014年12月、天野千尋監督）中村エミ 役・主演[3][4]　　　　　　　　　　　　　　　　　　　　　　　　サンフランシスコ・インディペンデント映画祭出展、チリの女性映画祭のコンペ部門に選出[5]
- BAR神風〜誤魔化しドライブ〜（2015年3月、窪田将治監督）小島奈々子 役[6]
- バイバイ、おっぱい（2015年、鋤崎智哉監督）
- LIGHTS（2016年、佐々木優大監督）主演
- こちらトゥルーラブ株式会社（2017年、木下半太監督）
- シンデレラのさえずりを聞け（2017年、中野森監督）八王子Short Film映画祭グランプリ作品
- 解（2018年、佐々木優大監督）
- 2022年　「ペットショップ」　監督:芦原健介監督　池袋シネマ・ロサほか

### テレビドラマ
- 医龍4（2014年1月、フジテレビ）桜井ナース 役
- 特捜9 season6 第8話（2023年5月24日、テレビ朝日）片山早紀 役
- 2023年　「沼オトコと沼落ちオンナのmidnight call」テレビ東京　第1話『計算沼』　ヘアメイク・ミホ役
- 「特捜9 season6」テレビ朝日　第8話　片山早紀役
- 2019年　「初めて恋をした日に読む話」TBS　第6話

### テレビバラエティ
- すずき（TVK）

### オリジナルビデオ
- くりいむレモンNo.5「プールサイドの亜美」（2006年10月27日発売）
- タイムマシーン3号DVDドラマ「せんざい」ヒロイン
- 「甘い、痛い」アイ 役・ヒロイン
- 死刑ドットネット〜ターン・ゼロ〜（2011年5月3日発売、坂牧良太監督）

### 舞台
- ミュージカル
  - アルプスの少女ハイジ（2000年夏）アンサンブル
  - 小公女セーラ（2001年冬）ピーター 役
  - アルプスの少女ハイジ（2002年夏）ペーター 役
  - 母をたずねて三千里（2002年冬）マルコ 役・主演
  - アルプスの少女ハイジ（2003年夏）ハイジ 役・主演
  - マルコ〜母をたずねて三千里〜（2004年夏）マルコ 役・主演
  - 赤毛のアン（2005年夏）プリシー・アンドリュース 役
  - ハッピーファミリー（2005年秋）三女エミリ 役
  - 若草物語〜ルイザが描く愛の世界〜（2008年夏） ベス 役

- FlooR〜フロアトポロジー〜作品
  - 旗揚げ公演「その日の手紙」（2013年3月30日、渋谷TAP BORROW??）【原案・出演】
  - 第2回公演「カスタム」（2013年11月30日〜12月3日、渋谷cafe Liaison【出演】
  - 第3回公演「カタムツリマッシュムール」（2014年4月3日〜8日、レンタルスペースmagari）【出演・演出】[7]
  - フロアトポロジープロデュース6団体合同イベント「Dooo×oooR」（2014年7月4日〜6日、高田馬場ラビネスト）
  - 朗読イベント「プチトポvol.1」（2014年8月4日〜6日、下北沢ピカイチ）
  - 第4回公演「パラ・オルト・メタ・シティ」（2014年12月26日〜29日、日暮里d-倉庫）【出演・演出】[8]
  - 第5回公演「桜の餌〜缶詰編〜」（2015年4月10日〜15日、新宿眼科画廊）【出演】[9]
  - 第6回公演「桜の餌〜レトルト編〜」（2015年4月10日〜15日、新宿眼科画廊）【作・演出・出演】[10]
  - 演宴会×フロアトポロジー「エバーランド」第0話〜第7話（2015年6月24日〜2016年3月30日、新大久保ホボホボ）【演出・出演】
  - 「眠る人へ」（2016年2月21日、四谷OUTBREAK）イベント「WEEKEND FLOOR PARTY」内短編（共同脚本、演出も担当）
  - 第7回公演「〻(踊り字)のメルヘン」（2016年10月5日〜10日、APOCシアター）【演出・出演】
  - 第8回公演「SUGAR WORKS」（2017年8月16日〜20日、明石スタジオ）【演出・出演】
  - フロアトポロジーalt「ファンタジアック」（2017年11月15日〜19日、ギャラリー・ルデコ）【演出・出演】
  - フロアトポロジー×ヒノカサの虜 「纏者の皿」（2018年5月22日〜27日、ギャラリー・ルデコ）赤・演出　白・出演
  - フロアトポロジープロデュース「オールアップ」（2018年7月31日〜8月5日、六本木ストライプスペース）
  - 第9回公演「くらげの骨」（2018年10月24日〜28日、新宿スターフィールド）【演出・出演】
  - チーズtheater プロデュース「接点」vol.1（2019年2月13日〜17日、新宿スターフィールド）【企画・演出・出演】
  - 第10公演「ツノノコ、ハネノコ、ウロコノコ」（2019年9月3日 - 8日、オメガ東京）【演出・出演】

- 外部作品
  - Big Smile公演「おいでましぇおいでましぇ」（2009年10月30日〜11月3日、劇場HOPE）
  - ラフカット2010第1話「第二の心臓」（2010年10月27日〜31日、全労済ホール/スペース・ゼロ）
  - アドレナリン21第20回公演＆劇団チョコリンゴ第6回公演 『悪妻身につかず』（2012年06月20日〜24日、白萩ホール）
  - 孤独のバニーズvol.3「絶望恋愛」（2012年8月3日〜5日、参宮橋TRANCE MISSION）
  - 「三枚起請うらおもてvol.1.1」（2012年9月13日〜16日、浅草花やしき座）
  - 川村企画第一回公演「透明な雨」（2012年11月13日〜18日、ギャラリールデコ）
  - 「鬼芯浄化〜誰が心にも宿る闇〜」（2013年4月12日〜14日、THEATER BRATS）
  - 孤独のバニーズvol.5「CutTales」（2013年8月2日〜4日、APOCシアター）
  - 劇団コラソン第29回公演「コラソンファイトシリーズ」泣いた赤鬼〜相棒エピソード2〜（2014年2月21日〜24日、タイニイアリス）[11]
  - 劇団コラソン第31回公演「桜田ファミリア-朝日劇団やめるってよ-」（2014年9月20日〜23日、イマジンスタジオ）
  - 劇団コラソン第32回公演「ドツボ」（2015年4月29日〜5月4日、シアター711）
  - 劇団たいしゅう小説家「湯もみガールズII」（2015年12月26日〜29日、萬劇場）
  - MU「MU、短編演劇のあゆみとビジュアル展〜MY SWEET BOOTLEG〜」（2016年4月21日〜5月2日、東京芸術劇場アトリエイースト）[12]
  - 劇団たいしゅう小説家「〜宝や旅館〜『げんせんじゃ〜2016』」（2016年6月1日〜5日、萬劇場）
  - 劇団コラソン第38回公演「もしドラ焼きよりケバブが好きになったら」（2016年6月13日〜7月11日毎週月曜日、I LOVE TOKYO）
  - 劇団モンキー☆チョップ メスversion「塚子さんの職場」（2016年8月19日〜21日、THEATER BRATS）
  - 男〆天魚VOL.4「愛の街」（2016年11月30日〜12月4日、テアトルBONBON）
  - 鵺的トライアルvol.1「フォトジェニック」（2017年1月10日〜15日、SPACE 梟門）[13]
  - こぐれ塾公演第五回「泥の子と狭い家の物語」（2017年3月22日〜26日、浅草木場亭）
  - 東京印公演「TIME  TRAIN～さよならの向こう側～」 （2017年4月11日〜16日、中野momo）
  - 東京キッドブラザース「失なわれた藍の色」（2017年10月14日〜22日、CBGKシブゲキ!!）
  - 劇団ロオル 「M」（2017年12月6日〜10日、シアターシャイン）
  - 鵺的トライアルvol.2 「天はすべて許し給う」（2018年2月7日〜13日、コフレリオ新宿シアター）
  - 東京印公演「one cup of rice～おにぎりのむすび方～」 （2018年7月4日〜8日、中野momo）
  - オフィス上の空６団体プロデュース「１つの部屋のいくつかの生活」鵺的「修羅」（2019年4月6日〜14日、吉祥寺シアター）
  - JACROW「フィクション」（2019年12月、東京・下北沢駅前劇場、新潟古町えんとつシアター）
  - 大人の麦茶「やっと味がする。」（2020年1月22日～29日、下北沢ザ・スズナリ）
  - 鵺的 第15回公演「バロック」（2022年6月9日～19日、下北沢ザ・スズナリ）
  - 2020年　フロアトポロジー×ヒノカサの虜「君の様に鳥が啼く」（LIVE配信公演）　脚本:函波窓　演出:小崎愛美理　（雑遊）[14]
  - 動物自殺倶楽部「恋愛論」（イズモギャラリー）【演出】
  - 2021年　#家で出来る演劇「ぶれる境界」（北千住BUoY）【演出】
  - 2022年　動物自殺倶楽部「凪の果て」（雑遊）【演出】
  - 2024年　動物自殺倶楽部「夜会行」（「劇」小劇場）【演出】

### CM
- ロッテ「ももクロマンチョコ」 （2013年8月）
- アサヒ 「スタイルフリー」（2015年6月）
- 任天堂「ポッ拳 POKKÉN TOURNAMENT Wii U版」結婚式の二次会で『ポッ拳』が当たった男のはなし。（2016年5月）[15]
- フマキラー カダン お庭の虫キラーダブルジェット
- Geekly「人事部会議篇」
- UHA味覚糖　グミサプリ鉄「クレーム」篇

### ネット配信
- リラックストリーム(TVライブオンライン)毎月第二火曜日
- びじょどー
- 全裸監督（2019年8月8日、Netflix）第3話、8話
- ショートドラマ『ワンナイトのあとに』（2019年11月1日、monogatary.com Official Youtube Channel）山内幸姫役（主演）
- YouTubeホラー映画祭「連鎖」
- 『I am…』23歳たち「終りの季節」（2024年1月26日配信、FOD / 3月18日〈予定〉、フジテレビ）[16][17][18]
- オーディオドラマ　1986811『BEDROOM SONATA』【演出】

### ミュージックビデオ
- SEVENDAYS WEEKEND「REGULUS」（2015年）主演
- 丘咲アンナ『デイドリーム』MV【演出】

### イベント
- SEVENDAYS WEEKENDレコ発イベント『THANX FOR ALL SEVENDAYS WEEKENDER』（2015年6月13日、四谷OUTBREAK）
- フロトポ夜会（2015年9月2日、新大久保ホボホボ）
- フロトポ新年会（2016年1月6日、新大久保ホボホボ）
- SEVENDAYS WEEKEND×フロアトポロジー「WEEKEND FLOOR PARTY」（2016年2月21日、四谷OUTBREAK）